# Olympische Sommerspiele 1956/Schwimmen – 200 m Schmetterling (Männer)
Der Wettbewerb über 200 Meter Schmetterling der Männer bei den Olympischen Sommerspielen 1956 in der australischen Metropole Melbourne wurde am 30. November und 1. Dezember im Olympic Swimming Stadium ausgetragen.

## Teilnehmende Nationen
Insgesamt nahmen 19 Schwimmer aus 14 Nationen an dem Wettbewerb über 200 m Schmetterling teil.
| - Australien (2) - Deutschland (1) - Frankreich (1) - Indien (1) - Japan (1) | - Kanada (1) - Malaya (1) - Mexiko (2) - Pakistan (1) - Philippinen (2) | - Rumänien (1) - Ungarn (2) - Vereinigte Staaten (2) - Vereinigtes Königreich (1) |

## Bestehender Rekord
Es war das erste Mal, dass die 200 Meter Schmetterling der Männer im olympischen Programm ausgetragen wurden.
| Weltrekord | William Yorzyk ( Vereinigte Staaten) | 2:16,7 min | Winchendon, Vereinigte Staaten von Amerika | 14. April 1956, vor Regeländerung |

## Vorläufe
Es fanden drei Vorläufe statt. Die acht schnellsten Schwimmer aller Vorläufe qualifizierten sich für das Finale.

### Vorlauf 1
| Rang | Name              | Nation             | Zeit       |
| ---- | ----------------- | ------------------ | ---------- |
| 1    | Bill Yorzyk       | Vereinigte Staaten | 2:18,6 min |
| 2    | John Marshall     | Australien         | 2:26,8 min |
| 3    | Alexandru Popescu | Rumänien           | 2:29,9 min |
| 4    | René Pirolley     | Frankreich         | 2:30,1 min |
| 5    | Jenő Áts          | Ungarn             | 2:31,1 min |
| 6    | Walter Ocampo     | Mexiko             | 2:41,4 min |

### Vorlauf 2
| Rang | Name             | Nation             | Zeit       |
| ---- | ---------------- | ------------------ | ---------- |
| 1    | Takashi Ishimoto | Japan              | 2:24,2 min |
| 2    | Brian Wilkinson  | Australien         | 2:27,2 min |
| 3    | Eulalio Ríos     | Mexiko             | 2:28,1 min |
| 4    | Jack Nelson      | Vereinigte Staaten | 2:29,4 min |
| 5    | Palsons Naibula  | Philippinen        | 3:03,2 min |
| 6    | Shamsher Khan    | Indien             | 3:06,3 min |

### Vorlauf 3
| Rang | Name           | Nation         | Zeit       |
| ---- | -------------- | -------------- | ---------- |
| 1    | György Tumpek  | Ungarn         | 2:23,2 min |
| 2    | Horst Weber    | Deutschland    | 2:34,4 min |
| 3    | Graham Symonds | Großbritannien | 2:35,7 min |
| 4    | Agapito Lozada | Philippinen    | 2:43,5 min |
| 5    | George Park    | Kanada         | 2:47,2 min |
| 6    | Shah Ghazi     | Pakistan       | 2:48,0 min |
| 7    | Fong Seow Hor  | Malaya         | 2:56,0 min |

## Finale
| Rang | Name                | Nation             | Zeit       |
| ---- | ------------------- | ------------------ | ---------- |
| 1    | William Yorzyk      | Vereinigte Staaten | 2:19,3 min |
| 2    | Takashi Ishimoto    | Japan              | 2:23,8 min |
| 3    | György Tumpek       | Ungarn             | 2:23,9 min |
| 4    | Jack Nelson         | Vereinigte Staaten | 2:26,6 min |
| 5    | John Marshall       | Australien         | 2:27,2 min |
| 6    | Eulalio Ríos Alemán | Mexiko             | 2:27,3 min |
| 7    | Brian Wilkinson     | Australien         | 2:29,7 min |
| 8    | Alexandru Popescu   | Rumänien           | 2:31,0 min |